# تولتيكاتل

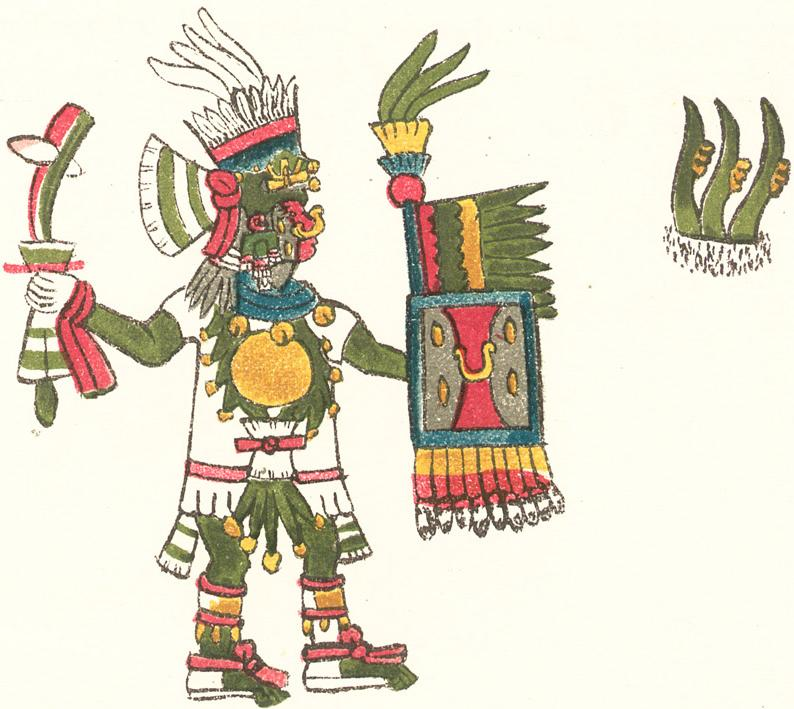
تولتيكاتل

تولتيكاتل (بالإنجليزية: Toltecatl)‏ في فنون ما قبل الكولومبية في أمريكا الوسطى والجنوبية تولتيكاتل تعني «الفنان وسيد الفنون والحرف» في لغة الناهواتل (اللغة التي يتحدث بها الأزتيك). وتولتيكاتل (حرفيا، من سكان تولا؛ مجازيا، حرفي) والعديد من الكلمات المستمدة منه تشير إلى الحرفيين الذكور والإناث. أولاً، تشير الفئة العامة تولتيكاتل إلى عامل ماهر ومهني ينتج أعمالاً فنية. ووفقا لمولينا، هو «مسؤول في الفن الميكانيكي أو معلم». وهو أحد الأرانب الأربعمائة في أساطير الأزتيك.